# Проприоцепция
Проприоце́пция или проприореце́пция (на латински: proprius – „собствен, особен“, receptor – „приeмащ“ и capio, cepi – приемам, възприемам; на английски: proprioception: proʊprioʊˈsɛpʃən,-рriə- ), наричан още кинаестезия или кинестезия (на старогръцки: κοινός „общ“ + αἴσθησῐς – „чувство, усещане“; на френски: cénesthésie), е мускулно усещане и чувство за самодвижение и позиция на части от собственото тяло една спрямо друга и в пространството.  Понякога се описва като „шесто чувство“. 
Проприоцепцията се медиира от проприорецептори, механосензорни неврони намиращи се в мускули, сухожилия, и стави.  Има множество типове проприорецептори, които се активират по време на различно поведение и кодират различни видове информация: скорост и движение на крайниците, натоварване на крайник и граници на крайниците. Гръбначните и безгръбначните животни имат различни, но подобни режими на кодиране на тази информация.
Централната нервна система интегрира проприоцепция и други сензорни системи, като зрение и вестибуларна система, за да се създаде цялостно представяне на положението на тялото, движението и ускорението.
Съвсем наскоро проприоцепцията е описана и при цъфтящи сухоземни растения (покритосеменни растения), въпреки че им липсват неврони. 